# Mount Yesenin
Mount Yesenin (russisch Гора Есенина Gora Jessenina) ist ein 2520 m hoher Berg im ostantarktischen Königin-Maud-Land. In der Payergruppe der Hoelfjella ragt er 3 km nordwestlich der Yeliseyev Rocks auf.
Norwegische Kartographen kartierten ihn anhand von Vermessungen und weiterer Luftaufnahmen der Dritten Norwegischen Antarktisexpedition (1956–1960). Teilnehmer einer sowjetischen Antarktisexpedition (1960–1961) kartierten ihn erneut und benannten ihn nach dem russischen Dichter Sergei Alexandrowitsch Jessenin (1895–1925). Das Advisory Committee on Antarctic Names übertrug die russische Benennung 1970 ins Englische.